# Nermin Crnkić
Nermin Crnkić (Novi Grad, 31 agosto 1992 – 5 agosto 2023) è stato un calciatore bosniaco, di ruolo centrocampista.

## Caratteristiche tecniche
Era un esterno sinistro.